# Powrót do przyszłości (seria)
Lista gier opartych na uniwersum Back to the Future wydanych w latach 1985-2011.

## Gry na konsolę
- Back to the Future – wydana w 1985 roku na platformy ZX Spectrum i Commodore 64. Gracz steruje George’em McFly po dwuwymiarowych poziomach.
- Back to the Future II & III – NES; wydane przez LJN
- Super Back to the Future II – Super Nintendo/Super Famicom
- Back to the Future II – Sega Master System
- Back to the Future III – Sega Genesis/Sega Master System; wydane przez Arena Entertainment
- Universal Studios Theme Park Adventure – Nintendo GameCube; wydane przez Kemco, zawiera minigrę Back to the Future minigame.

## Gry komputerowe
- Back to the Future – Commodore 64, ZX Spectrum
- Back to the Future – MSX; wydane przez Pony Canyon
- Back to the Future Adventure (japońska) – MSX2; wydane przez Pony Canyon
- Back to the Future II – Amiga, Amstrad CPC, Atari ST, Commodore 64, DOS, ZX Spectrum
- Back to the Future III – Amiga, Amstrad CPC, Atari ST, Commodore 64, DOS, ZX Spectrum
- Back to the Future: The Game – gra przygodowa typu „wskaż i kliknij” wydana przez Telltale Games w postaci pięciu epizodów w latach 2010-2011. Gracz steruje Martym z perspektywy trzeciej osoby. Podczas rozgrywki może rozmawiać z napotkanymi osobami, zbierać przedmioty i rozwiązywać zagadki. Przed premierą pierwszego epizodu twórcy opublikowali grę Back to the Future: Blitz Through Time na Facebooku.

## Automat do Pinballa
W 1990, Data East wypuścił na rynek Pinaballa Back to the Future: The Pinball, zaprojektował go Joe Kaminkow, a muzykę skomponował Brian Schmidt.